# Okrug Põlva
Okrug Põlva (est. Põlva maakond) ili kraće Põlva jedan je od 15 estonskih okruga. Okrug se nalazi na jugoistoku države. Okrug graniči s Rusijom na istoku, pa se do nekih sela u ovom okrugu može doći samo kroz ruski teritorij.
U okrugu živi 31.002 ljudi što čini 2,3% ukupnog stanovništva Estonije (siječanj 2009.)
Glavni grad okruga je Põlva u istoimenoj urbanoj općini. Postoji još 13 ruralnih općina. 

## Vanjske poveznice
- Službene stranice okruga – (na estonskom)